# René Kos
René Kos (ur. 17 października 1955 w Langedijk) – holenderski kolarz torowy i szosowy, czterokrotny medalista torowych mistrzostw świata.

## Kariera
Największy sukces w karierze René Kos osiągnął w 1981 roku, kiedy zdobył złoty medal w wyścigu ze startu zatrzymanego podczas mistrzostw świata w Brnie. W tej samej konkurencji zdobył ponadto dwa srebrne medale: na mistrzostwach w Besançon w 1980 roku oraz mistrzostwach w Zurychu w 1983 roku (w pierwszym wypadku wygrał Wilfried Peffgen z RFN, a w drugim Włoch Bruno Vicino). Ponadto na mistrzostwach w Zurychu Holender wywalczył również srebrny medal w derny, ulegając jedynie Gertowi Frankowi z Danii. Startował także w wyścigach szosowych, chociaż głównie na arenie krajowej; wygrał między innymi kryterium w Winkel i Castricum. Wielokrotnie zdobywał medale torowych mistrzostw Holandii, ale nigdy nie wystartował na igrzyskach olimpijskich.